# Гута Ченстохова
50°47′22.01″ пн. ш. 19°11′03.01″ сх. д. / 50.7894472° пн. ш. 19.1841694° сх. д.

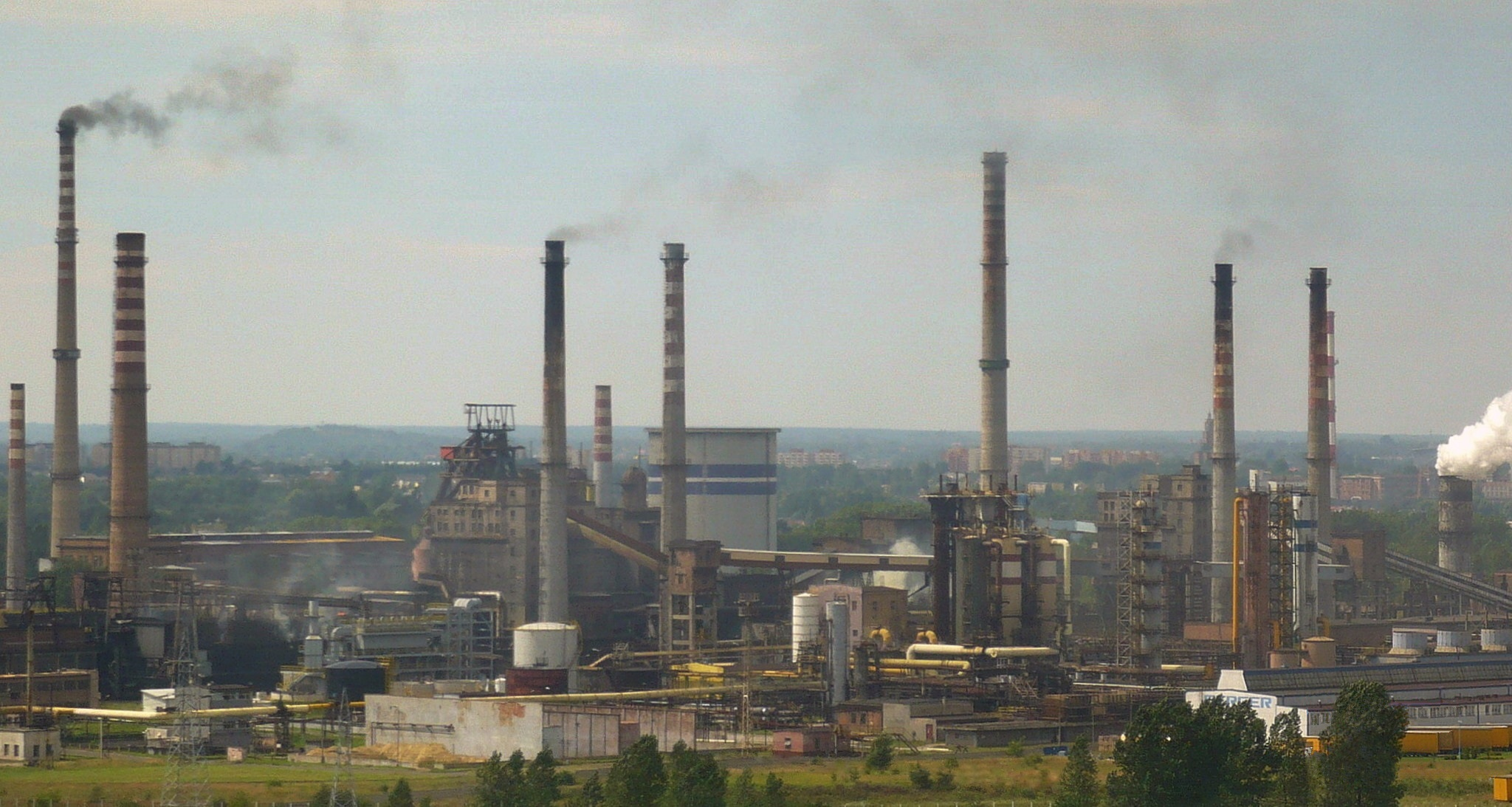
Завод « Гута Ченстохова» у 2008 році.

«ІСД Гута Ченстохова» (пол. ISD Huta Częstochowa  Sp.  z o.o.)  — металургійний завод з неповним металургійним циклом (з кінця 2000-х років) на півдні Польщі у місті Ченстохова. Є одним з найбільших підприємств Польщі з виробництва товстого листа. Проектна потужність у 2014 році — понад 1 млн т листового прокату на рік та 100 тис. т металоконструкцій та напівфабрикатів.

## Історія
1882 року було створено акціонерне товариство для будівництва металургійного заводу у Ракуві біля Ченстохова. Будівництво заводу розпочалося 1896 року. У 1899–1901 роках було побудовано дві доменних печі, найсучасніших у Польщі для свого часу. До 1904 року були побудовані сталеливарний, сортопрокатний і листопрокатний цехи. 1913 року на заводі було вироблено 114 тис. т чавуну, 87 тис. т сталі і 81 тис. т прокату.
У 1924–1930 роках було проведено першу модернізацію основних потужностей.
Після Другої світової війни завод було націоналізовано. Протягом 1950–1957 років було проведено чергову модернізацію, побудовані, зокрема, нові мартенівські печі, доменні печі і трубопрокатний стан. 1972 року було введено в дію стан прокатки товстого листа, найсучасніший на той час у польській металургії. З того часу і до тепер завод є найбільшим виробником в країні товстого листа.
1990 року розпочалася модернізація сталеливарного виробництва. 1994 року введено в дію піч-ківш. 2002 року завод було реорганізовано на ТОВ «Huta Stali Częstochowa».
2003 року було проведено конкурс з продажу заводу, у якому, хоча і не відразу, переміг Індустріальний союз Донбасу, що став власником заводу 2004 року.
З 2006 року завод має назву «ISD Huta Częstochowa». У 2006–2008 роках було проведено модернізацію у деяких цехах, зокрема у сталеливарному і трубопрокатному. 2010 року 51% акцій заводу придбали компанії з РФ. 2011 року від структури «ІСД» відокремився трубопрокатний завод і почав роботу як окреме підприємство.
У 2000-х роках припинив роботу доменний цех заводу — з того часу завод працює з неповним металургійним циклом. Єдину доменну піч об'ємом 1033 м³ було демонтовано.
З середини 2000-х років завод виробляв товстий лист зі слябів, привезених з українського Алчевського металургійного комбінату, що з 2002 року належить «ІСД». Через це у 2012 році припинив роботу сталеливарний цех і власник заводу мав на меті продати його, однак він проданий не був.
Після російської інтервенції 2014 року і початку війни на сході України Алчевський меткомбінат опинився в зоні окупації і припинив свою роботу, що призвело у 2014 році до припинення постачання товстолистової заготовки на «Гуту Честохову». Недопостачання заготовок з України та падіння виробництва у польському кораблебудуванні, що було головним споживачем товстого листа, призвело до падіння виробництва на «Гуті Честховій» у 2014 році. Станом на листопад 2014 року на заводі було вироблено лише 400 тис. т товстого листа при проектній потужності 1 млн т листа на рік. Скоротилася також кількість працівників, зайнятих на виробництві — вона впала з 3000 чоловік у 2013 році до 1400 чоловік у 2014 році. Аби підтримати своє прокатне виробництво і забезпечити його металом, на заводі у листопаді 2014 року після дворічного простою було проведено заходи для відновлення роботи сталеливарного цеху.

## Сучасний стан
Завод працює з неповним металургійним циклом — без доменного виробництва, спеціалізується на випуску товстого сталевого листопрокату, маючи проектну потужність 1 млн т листопрокату і 100 тис. т металоконструкцій і заготовок для них на рік. Продукція заводу використовується у кораблебудівництві, зведенні металоконструкцій, гірничодобувному секторі, енергетичному секторі, будівництві.